# Ross the Boss
Ross Friedman (* 3. ledna 1954), také známý jako Ross Osborne nebo Ross The Boss je americký kytarista a zakladatel punkové skupiny The Dictators (r. 1973) a heavy metalové kapely Manowar (r. 1980).

## Hudební kariéra
Se skupinou The Dictators, kterou spoluzaložil v roce 1973, vydal tři alba. Poté odjel do Francie, kde rok hrál ve skupině Shakin' Street. V roce 1980 se poznal s baskytaristou Joeyem DeMaiem na turné Heaven and Hell kapely Black Sabbath (předkapela Black Sabbath byli Shakin' Street) a poté později v tomto roce založili kapelu Manowar. S nimi nahrál celkem šest alb a skupinu opustil v roce 1988, kdy jej vystřídal kytarista David Shankle. S Manowar hrál ještě v roce 2005 na jejich koncertě. V roce 2012 se připojil k power metalové kapele Death Dealer, kde zastává pozici kytaristy.